# Créance douteuse
Une créance douteuse (en anglais : non performing loan) est une créance dont le remboursement ou le paiement des intérêts par le débiteur n'est pas assuré. On considère qu'une créance est douteuse après un dépassement d'échéance du contrat de crédit. Les créances douteuses sont un enjeu de taille pour le système bancaire d'un pays, car elles réduisent la profitabilité des banques.

## Concept
Les banques octroient des prêts aux agents économiques. Lorsque le prêt n'est pas remboursé à échéance, ou lorsque les analyses de la banque permettent d'identifier des prêts qui ne pourront probablement pas être remboursés, la créance est dite douteuse (non performing). Le recouvrement de ces créances devient incertain. Dans le monde anglo-saxon, une créance est habituellement considérée comme douteuse après un retard de paiement de 90 jours. Il faut toutefois distinguer la créance douteuse et de la créance incertaine.
Une créance douteuse est un risque pour une banque, une entreprise ou un particulier qui la détient, car il est possible qu'il ne soit pas remboursé, ce qui cause une perte. Cela peut poser un risque systémique, notamment lorsque le secteur bancaire dispose de ces créances en trop grande quantité, et freine la création de crédit.
Afin de se préserver des créances douteuses, chaque créance doit faire l'objet d'un provisionnement par l'entreprise afin de la compenser en cas de défaut de paiement. La comptabilité d'une entreprise constate la créance douteuse. Elle peut virer la créance du compte où elle se trouvait à un nouveau compte spécifiquement dédié aux clients douteux.
Une dette notée défavorablement par une agence de notation est appelée dette décotée.

## Politiques publiques
Les créances douteuses font l'objet de politiques publiques depuis la crise financière de 2007-2008. L'État peut mettre en place un plan d'apurement des créances douteuses. Des pays européens ont vu leurs banques conserver des créances douteuses dans leur bilan après la crise, fragilisant le système bancaire dans son ensemble : la Banque centrale européenne estime qu'au premier trimestre 2017, les créances douteuses constituent 5,9 % des prêts des banques de la zone euro (865 md€), mais que certains pays fragiles sont surreprésentés. Ainsi, la proportion de créances douteuses est de 46,2 % en Grèce, 36,4 à Chypre, ou encore 20,1 % au Portugal.
Les créances douteuses sont problématiques pour plusieurs raisons, qui exigent une intervention réglementaire publique par le biais d'une réglementation bancaire. Ces créances absorbent le capital des banques, l'immobilise, sans contribuer aux profits. Par conséquent, ces créances réduisent la capacité des banques qui les détiennent à octroyer des prêts, rentables cette fois, à d'autres agents économiques. Enfin, les créances douteuses rendent la transmission des effets des politiques monétaires plus difficile.